# Tarde azul
Tarde azul (el original en francés, Soir bleu) es una pintura de 1914 del pintor estadounidense Edward Hopper. Este óleo sobre lienzo es una escena de género que representa la terraza de un café en París, con mesas redondas y farolillos de papel, entre cuyos personajes destacan una mujer de pie y un payaso sentado. Donado por Josephine N. Hopper, se conserva en el Museo Whitney de Arte Estadounidense, en Nueva York.

## Descripción
Inspirándose en El taller del pintor de Gustave Courbet, cuadro que descubrió durante su visita al Salón de otoño en 1906, y en las escenas de cafés y bares de Degas y Toulouse-Lautrec, Hopper reunió en torno a la misma mesa, en el centro de su composición, a un pintor de perfil con boina, barba naranja y cigarrillo, un soldado de espaldas al espectador reconocible por sus charreteras con flecos y, frente a ellos, un payaso con maquillaje blanco y labios y subrayados en rojo, fumando un cigarrillo, evoca a Pierrot, personaje triste y trágico durante todo el siglo XIX y XX. Retranqueada, de pie, se les acerca una mujer con vestido ceñido de tirantes y escote exagerado, escandalosamente maquillada y con el pelo a la última moda, corto, con a su derecha, solo en otra mesa, de cara al espectador, un hombre también fumando un cigarrillo que es claramente su proxeneta, un chulo de semblante astuto y fino bigote, con gorra y atuendo proletarios (un estudio preparatorio afirma claramente el papel de este último), separado del grupo principal por un poste directamente delante del pintor. En otra mesa redonda, a la derecha, una pareja burguesa, ella de espaldas al espectador y de perfil el caballero en elegante traje de noche, observa la escena, a las figuras de la extravagante bohemia: el pintor, el payaso y la prostituta. Hopper, que entonces vivía en Greenwich Village después de varios viajes a Europa, pintó sus recuerdos de París.
Tiempo después, el artista dijo que el payaso, cuya blancura destaca sobre el fondo azul del cielo anocheciendo, y los toques rojos del rostro, era él mismo, mientras en el pintor se reconoce la figura de van Gogh. Todos están en silencio, absortos en sus pensamientos, no se ven sus manos, excepto las del proxeneta, con los codos cruzados sobre la mesa, por lo que claramente prefiguran los personajes solitarios y aislados del entorno de sus obras famosas.

## Recepción
Esta escena teatral y misteriosa de la terraza de un café parisino con farolillos fue rechazada por la crítica la única vez que se exhibió, un gran lienzo junto a un cuadro más pequeño, New York Corner , durante una exposición colectiva en el Mac- Dowell Club, en Nueva York, en 1915. Hopper dijo que esta pintura era «una de sus favoritas». Aunque afectado por las críticas, Hopper no volvió a mostrarla, la enrolló y guardó. No fue encontrada e identificada hasta después de su muerte.